# Bob Bradley
Bob Bradley (* 3. März 1958 in Montclair, New Jersey) ist ein US-amerikanischer Fußballtrainer.

## Karriere
Bradley ist der Trainer mit den meisten Erfolgen in der nordamerikanischen Profiliga Major League Soccer. In seinen neun Jahren in der MLS trainierte er Chicago Fire, die MetroStars und CD Chivas USA.

### Erste Jahre als Trainer
Bradley wuchs in New Jersey auf. Er spielte aktiv Fußball an der West Essex High School in North Caldwell und später an der Princeton University. Zum Profi schaffte er es aber nie. Nach seinem Collegeabschluss absolvierte Bradley eine Ausbildung für angehende Führungskräfte bei Procter & Gamble. Anschließend ging er an die Ohio University, um Sportmanagement zu studieren. Nur kurze Zeit später wurde er im Alter von 22 Jahren Trainer der dortigen Fußballmannschaft.
Nach seinem Aufenthalt an der Ohio University wurde er von dem damaligen Trainer der Auswahlmannschaft der University of Virginia, Bruce Arena, als Assistenztrainer verpflichtet. 1984 wechselte er wieder zurück zu seiner ehemaligen Universität Princeton, bei der er als Cheftrainer verpflichtet wurde. Dort leitete er für die folgenden elf Jahre die Universitätsmannschaft. Mit dem Team konnte er zweimal die Ivy League gewinnen und erreichte 1993 das Halbfinale der NCAA Men’s Division I Soccer Championship.

### Einstieg ins Profifußballgeschäft und Etablierung
Nach über zehn Jahren wurde Bradley 1996 Co-Trainer von D.C. United in der neu gegründeten nordamerikanischen Profiliga Major League Soccer. Zuvor trainierte er bereits kurzzeitig die U-23 Mannschaft der USA als Assistenztrainer.
Zwei Spielzeiten später, in denen er als Assistenz-Trainer von DC die U.S. Cup Open 1996, die Ostzonenmeisterschaft 1997 und die Major League Soccer 1996 und 1997 gewinnen konnte, wechselte Bradley zu Chicago Fire. In Chicago betreute er unter anderem Spieler wie Chris Armas, Dmytro Kowalenko, Luboš Kubík, Piotr Nowak, Tony Sanneh und Josh Wolff. Auf Anhieb gewann Bradley mit seinem neuen Team den U.S. Cup Open und schaffte die Qualifikation zur US-Westzonenmeisterschaft, in der sich der Klub als Dritter für die Finalrunde der Major League Soccer qualifizierte. Über die Colorado Rapids und Los Angeles Galaxy zog das Team ins Endspiel um die US-Meisterschaft ein. Dort traf Bradley auf seinen alten Klub D.C. United. In der Begegnung am 25. Oktober 1998 im Rose Bowl Stadium waren es dann Jerzy Podbrożny und Diego Gutiérrez, die für Chicago treffen konnten und das Spiel mit 2:0 für Bradleys Team entschieden. Diese Leistungen brachten ihm die Auszeichnung zum Trainer des Jahres. Als US-Titelträger führte der Trainer sein Team in die CONCACAF Champions League 1999. Dabei konnte man sich im Viertelfinale gegen Joe Public FC durchsetzen, scheiterte dann aber im Halbfinale gegen 1:1 und 4:5 nach Elfmeterschießen an LD Alajuelense aus Costa Rica. 2000 errangen die Chicago Fire erneut die U.S. Cup Open. Wie auch schon zwei Jahre zuvor erreichte das Bradley-Team erneut das Finale der US-Meisterschaft, musste sich dort aber den Kansas City Wizards mit 0:1 geschlagen geben. Zur neuen Spielzeit trennte sich der Fußballlehrer von den Men in Red und unterzeichnete bei den New York MetroStars. Dort löste er Octavio Zambrano als Trainer ab. Auch mit seinem neuen Team schaffte es Bradley in das Endspiel des U.S. Cup Open einzuziehen. Allerdings unterlag er seinem Ex-Team aus Chicago mit 0:1. In drei Jahren mit den MetroStars schaffte er es aber nicht über die vorletzte Runde der Meisterschaft hinaus. Noch 2005 wurde Bradley durch den Schotten Mo Johnston auf dem Posten des Trainers ersetzt. Noch am 23. November des gleichen Jahres übernahm er dann die erst 2004 gegründeten CD Chivas USA, bei denen er Hans Westerhof ablöste. Bradley formte die Mannschaft zu einem konkurrenzfähigen Klub und führte sie in die US-Meisterschafts-Playoffs. Nach einem 2:1-Sieg und einer 0:2-Niederlage im Halbfinale der Zonenmeisterschaft gegen Houston Dynamo schied der Verein aus dem Wettbewerb aus. Bradleys Leistungen wurden trotzdem gewürdigt und er erhielt zum zweiten Mal die Auszeichnung zum MLS-Trainer des Jahres.

### US-Nationaltrainer
Nach dieser Saison machte ihn die United States Soccer Federation zum Interimstrainer der USA, nachdem Bruce Arena gekündigt worden war. Zudem betreute er fortan die US-Olympiamannschaft (U-23). Nach einer Serie von Erfolgen wurde Bradley am 15. Mai 2007 endgültig als neuer Trainer des US-Verbandes vorgestellt, nachdem Gespräche mit anderen Kandidaten zu keinem Ergebnis kamen. 2007 konnte er mit der Mannschaft den CONCACAF Gold Cup gewinnen. Im Endspiel wurde Mexiko mit 2:1 bezwungen. Noch im gleichen Jahr wurde die US-Mannschaft zur Copa América 2007 eingeladen. Ohne Punktgewinn schied das Team bereits nach der Vorrunde aus. Fortan konzentrierte sich Bradley auf die Qualifikation zur WM 2010 in Südafrika. Als Gold-Cup-Gewinner von 2007 war man zudem berechtigt, am Konföderationen-Pokal 2009 teilzunehmen. Dabei erreicht man das Finale, das aber 2:3 (2:0) gegen Brasilien verloren wurde. Außerdem wurde im gleichen Jahr der CONCACAF Gold Cup 2009 ausgetragen. Erneut erreichte Bradleys Team das Finale und erneut hieß der Gegner Mexiko. Nach dem Sieg von 2007 verlor das US-Team diesmal klar mit 0:5. Im Oktober 2009 sicherte sich die US-Auswahl die Teilnahme an der Weltmeisterschaft in Südafrika. Dort führte Bradley sein Team ins Achtelfinale, in dem man gegen Ghana ausschied. Bereits im März 2010 wurde Bradley vom Amerikanischen Olympischen Komitee zum US-Nationaltrainer des Jahres 2009 ernannt. Damit erhielt er diese Auszeichnung als erster Fußball-Coach seit dessen Einführung 1996. Nach der WM in Südafrika 2010 gab es Spekulationen darüber, ob Bradley als Trainer der Nationalmannschaft zurücktritt, doch der US-Verband wollte weiter mit dem Fußballlehrer arbeiten. Bradley sollte das US-Team zur Fußball-Weltmeisterschaft 2014 führen, doch im Juli 2011 gab der Verband die vorzeitige Trennung bekannt.

### Nationaltrainer Ägyptens
Im September 2011 übernahm Bradley den vakanten Posten als Cheftrainer der ägyptischen Nationalmannschaft. Am 30. Juni 2012 kam sein erster Rückschlag in Ägypten. Zum zweiten Mal konnte sich die ägyptische Nationalmannschaft nicht zum Afrika-Cup qualifizieren. Die Mannschaft von Bob Bradley verlor im Hinspiel zu Hause gegen die Zentralafrikanische Republik 2:3, im Rückspiel kam sie nicht über ein 1:1 hinaus. Schuld sollen die politischen Unruhen im Land sein sowie die Doppelbelastung zweier parallel laufender Qualifikationen. Ziel war die Qualifikation für die WM 2014 in Brasilien, die aber durch eine 1:6-Niederlage im Playoff-Hinspiel gegen Ghana verpasst wurde. Daraufhin wurde sein Kontrakt nicht verlängert.

### Engagements in Europa
Von Januar 2014 bis November 2015 betreute Bradley den norwegischen Erstligisten Stabæk Fotball. Direkt im Anschluss daran unterzeichnete er einen Zweijahresvertrag beim Le Havre AC. Nachdem er mit dem Klub zum Ende der Saison 2015/16 nur knapp den Aufstieg in die Ligue 1 verpasst hatte, wechselte er nach dem 10. Spieltag der darauffolgenden Saison zum Premier-League-Klub Swansea City, wo er den entlassenen Francesco Guidolin ersetzt. Mit seinem Job in Wales, wurde er erster US-amerikanischer Trainer der Premier League. Nach nur knapp drei Monaten trennte sich der Verein am 27. Dezember 2016, nach einer 1:4-Heimniederlage gegen West Ham United und dem vorletzten Tabellenplatz, wieder von Bradley.

### Rückkehr in die USA
Am 27. Juli 2017 wurde Bradley als neuer und erster Trainer des MLS-Franchises Los Angeles FC vorgestellt. Die Mannschaft nimmt seit der Saison 2018 am Spielbetrieb der Major League Soccer teil.

### Toronto FC
Am 24. November 2021 wurde Bradley Cheftrainer und Sportdirektor des Toronto FC. Kapitän des Vereins ist sein Sohn Michael.

## Erfolge
- Ivy League mit Princeton University: 2 Mal
- U.S. Cup Open mit DC United: 1996 (als Co-Trainer)
- Ostzonenmeisterschaft mit DC United: 1997 (als Co-Trainer)
- Major League Soccer mit DC United: 1996, 1997 (als Co-Trainer)
- U.S. Cup Open mit Chicago Fire: 1998[1], 2000
- Major League Soccer mit Chicago Fire: 1998[1]
- MLS-Trainer des Jahres: 1998, 2006[14]
- US-Westzonenmeisterschaft mit Chicago Fire: 2000
- La Manga Cup mit New York MetroStars: 2004
- CONCACAF Gold Cup: 2007
- US-Nationaltrainer des Jahres

## Privates
Bob Bradley ist der Vater von US-amerikanischen Fußballnationalspielers Michael Bradley. Sein Bruder, Scott Bradley, war ein professioneller Baseball-Spieler, der unter anderem für die Seattle Mariners spielte. Sein dritter Sohn, Jeff Bradley, ist Sportjournalist beim ESPN-Magazin.